# 約翰·范·德·勃爾格
約翰·范·德·勃爾格，又譯范得堡（荷蘭語：Johan van der Burg；—1640年3月11日），出生於荷蘭台夫特，是荷蘭東印度公司第5任台灣長官，任期1636年至1640年。1627年抵達巴達維亞，與Adriana Quina結婚，成為第4任長官漢斯·普特曼斯的姻親。1631年，他在印度理事會被任命。1634年，他被派往萬丹蘇丹國執行任務。1640年死於台灣長官任內，葬於熱蘭遮城牆腳下，首任長官宋克墓位的旁邊。